# Bonkreta Williamsa
Grusza 'Bonkreta Williamsa'  – odmiana uprawna (kultywar) gruszy należąca do grupy grusz zachodnich. Odmiana bardzo stara, znaleziona około połowy XVIII wieku przez Staira w Anglii jako przypadkowa siewka, do uprawy wprowadzona w 1797 przez Williamsa. W Stanach Zjednoczonych wprowadzona do uprawy w roku 1817 pod nazwą Bartlett. W Polsce wpisana do Rejestru Odmian Roślin Sadowniczych w 1990 roku, obecnie rzadziej uprawiana.

## Morfologia
PokrójDrzewo w pierwszych latach rośnie średnio silnie, po wejściu w okres owocowania wzrost słabnie. Tworzy koronę jajowatostożkową, często zagęszczającą się i nieregularną. W starszym wieku konary mają tendencję do zwieszania się.
OwocNajczęściej średnie lub duże, niewyrównane wielkością, jajowatego kształtu, wydłużone o nierównej i pofałdowanej powierzchni. Skórka cienka, delikatna, gładka, lekko błyszcząca z wieloma rdzawymi przetchlinkami, koloru słomkowożółtego, czasem z delikatnym rozmytym rumieńcem. Szypułka krótka i gruba, zagłębienie szypułkowe płytkie, często ordzawione. Kielich mały, półotwarty lub zamknięty. Miąższ kremowobiały, masłowy, delikatny, soczysty, winnosłodki, o korzennym aromacie.

## Zastosowanie
- Odmiana deserowa, lecz nadająca się również na przetwory (soki, susz, gruszki w syropie, odżywki dietetyczne). Z odmiany tej w Niemczech produkuje się wódkę[3], często z zatopionym w butelce całym owocem[4]. W Polsce nieco zapomniana, chociaż zalecana jest do uprawy w dobrych stanowiskach również w zimniejszych rejonach kraju. Ze względu na jej szerokie zastosowanie polecana do upraw amatorskich.
- Red Bonkreta Williamsa, czerwony mutant, od odmiany różni się czerwonokarminowym rumieńcem pokrywającym całą powierzchnię owocu, nieco większą wrażliwością na mróz oraz późniejszym o kilka dni terminem zbioru. Wszystkie pozostałe cechy użytkowe są takie same.
- W Stanach Zjednoczonych, gdzie odmiana jest najpopularniejszą gruszą, wyróżnia się szereg barwnych sportów. Najpopularniejszymi są: 'Arnold', 'Biggar',  Russet Bartlett', 'Double Williams', 'Knock-Out Russet Bartlett', 'Max-Red Bartlett', 'Moyer Russet Bartlett', 'Nye Russet Bartlett', 'Parburton', 'Redbald 66', 'Russet Bartlett', 'Striped Williams'[1].

## Uprawa
Odmiana wcześnie wchodzi w okres owocowania (2-3 rok po posadzeniu), owocuje corocznie i obficie.

### Podkładka i stanowisko
Najczęściej stosowaną podkładką są siewki gruszy pospolitej lub gruszy kaukaskiej, ponieważ przy zastosowaniu pigwy wykazuje objawy niezgodności fizjologicznej. Z powodu złego zrastania zalecane jest stosowanie 'Bery Hardego' jako pośredniej i jednocześnie mrozoodpornej przewodniej.

### Zdrowotność
Podatna na zarazę ogniową i średnio wrażliwa na parcha gruszy. Odmiana jest uznawana za bardzo wrażliwą na mróz w okresie zimowym i łatwo przemarzającą. Przy odpowiedniej pielęgnacji jednak dość dobrze się regeneruje. Pąki kwiatowe są dość wytrzymałe na przymrozki. Kwitnie w połowie okresu kwitnienia grusz. Świetny zapylacz dla wielu odmian grusz.

### Zbiór i przechowywanie
Owoce dojrzewają na przełomie sierpnia i września. Dojrzałość konsumpcyjną osiągają kilka dni po zbiorze. Przechowywanie w chłodni do 4 miesięcy, w chłodni z kontrolowaną atmosferą do maja.